# Молокио
Моло̀кио (на италиански: Molochio) е малко градче и община в Южна Италия, провинция Реджо Калабрия, регион Калабрия. Разположено е на 310 m надморска височина. Населението на общината е 2557 души (към 2012 г.).